# Morning View
Morning View ist das vierte Studioalbum der US-amerikanischen Rockband Incubus. Das Album erschien im Oktober 2001 und avancierte zum Millionenseller in den Vereinigten Staaten.

## Entstehung und Veröffentlichung
Die Erstveröffentlichung von Morning View erfolgt am 22. Oktober 2001 bei Epic Records und Immortal Records. Das Album erschien in seiner Originalausführung als CD mit 13 Titeln (Katalognummer: 504061 9). Am 10. Mai 2024 erschien zum 23-jährigen Jubiläum eine Neuauflage.
Geschrieben wurden die Lieder alle gemeinsam von den Incubus-Mitgliedern, diese zeichneten darüber hinaus auch für acht Produktionen verantwortlich. Bei der Produktion erhielt die Band Unterstützung durch Scott Litt. Für die Aufnahmen zum Album mietete sich die Band ein Haus namens Stern House in Malibu (Kalifornien), nahe der Straße Morning View Drive, wodurch der Albumtitel zustande kam. Die Aufnahmesessions fanden von April bis Mai 2001 mit Produzent Litt statt. Morning View war das letzte Album mit Bassist Alex Katunich (der sich Dirk Lance nannte).

## Titelliste
1. Nice to Know You – 4:43
2. Circles – 4:09
3. Wish You Were Here – 3:32
4. Just a Phase – 5:33
5. 11am – 4:16
6. Blood on the Ground – 4:36
7. Mexico – 4:22
8. Warning – 4:42
9. Echo – 3:36
10. Have You Ever – 3:16
11. Are You In? – 4:26
12. Under My Umbrella – 3:33
13. Aqueous Transmission – 7:46

Australische Bonus-CD
1. Pardon Me (Live in Denver)
2. Favorite Things (Live in Denver)
3. Clean (Live Acoustic)
4. Drive (Acoustic)

## Rezensionen
Die Webseite Allmusic gab dem Album 4,5 von 5 Sternen und listete es als "ausgewähltes Album" (Album Pick). Deren Svendsen schrieb, nicht alle Experimente seien gelungen, aber im Ganzen sei es ein gelungener Nachfolger von Make Yourself und eine natürliche Weiterentwicklung für die Band.

## Kommerzieller Erfolg

### Chartplatzierungen
Morning View avancierte zum Top-10-Erfolg in den Vereinigten Staaten (Rang 2), Australien (Rang 3) oder auch Neuseeland (Rang 8).
| ChartsChartplatzierungen       | Höchstplatzierung | Wochen |
| ------------------------------ | ----------------- | ------ |
| Deutschland (GfK)              | 27 (14 Wo.)       | 14     |
| Österreich (Ö3)                | 38 (5 Wo.)        | 5      |
| Schweiz (IFPI)                 | 59 (8 Wo.)        | 8      |
| Vereinigte Staaten (Billboard) | 2 (60 Wo.)        | 60     |
| Vereinigtes Königreich (OCC)   | 15 (10 Wo.)       | 10     |

| ChartsChartplatzierungen | Höchstplatzierung | Wochen |
| ------------------------ | ----------------- | ------ |
| Deutschland (GfK)        | 50 (1 Wo.)        | 1      |
| Schweiz (IFPI)           | 56 (1 Wo.)        | 1      |

| ChartsJahrescharts (2002)      | Platzierung |
| ------------------------------ | ----------- |
| Vereinigte Staaten (Billboard) | 40          |

### Auszeichnungen für Musikverkäufe
| Land/Region                  | Auszeichnungen für Musikverkäufe (Land/Region, Auszeichnung, Verkäufe) | Verkäufe  |
| ---------------------------- | ---------------------------------------------------------------------- | --------- |
| Australien (ARIA)            | Platin                                                                 | 70.000    |
| Neuseeland (RMNZ)            | 3× Platin                                                              | 45.000    |
| Vereinigte Staaten (RIAA)    | 2× Platin                                                              | 2.000.000 |
| Vereinigtes Königreich (BPI) | Gold                                                                   | 100.000   |
| Insgesamt                    | 1× Gold · 5× Platin ·                                                  | 2.215.000 |